# 장삼

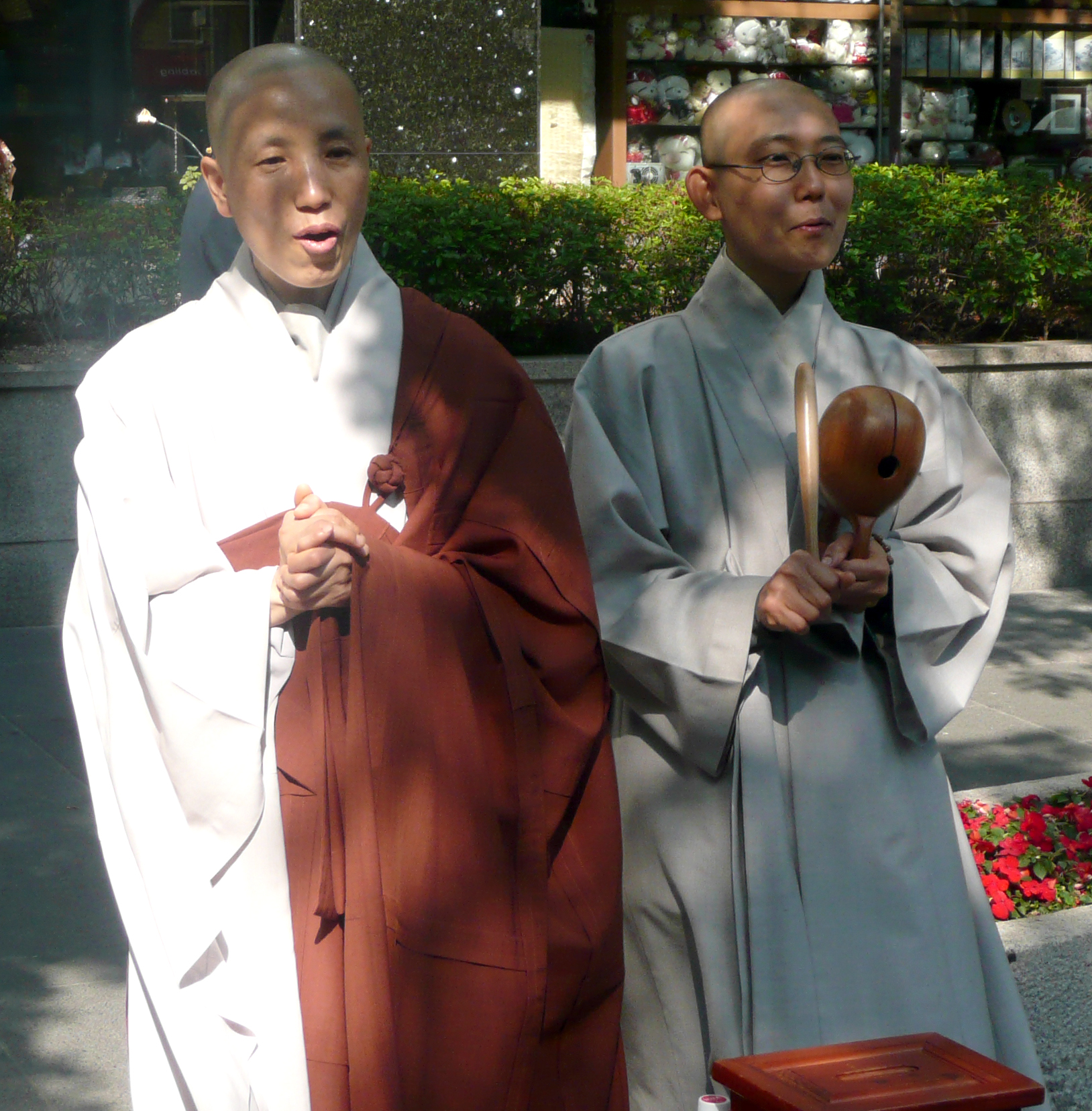
장삼과 가사를 걸친 스님 모습

장삼(長衫)은 불교 승려가 입는 웃옷으로 길이가 길고, 품과 소매를 넓게 만든다. 공식적인 자리에서는 바깥에 가사를 걸쳐 입는 수가 많다.
한국에서는 무속인들이 불교와 습합과정에서 전통 무복으로 차용하기도 한다.

## 역사
인도 전래의 법복 삼의(三衣) 다음으로 승지지(僧祗支)와 열반승(涅槃僧)이며 이중 승지지는 왼쪽 어깨에서 겨드랑이로 걸치는 것으로 여기에 오른쪽 어깨로부터 왼쪽 겨드랑이로 걸치는 복견의(覆肩衣)와 함께 합쳐져서 이 이의(二衣)에 깃과 소매가 붙여진 것이 편삼(偏衫)이다. 불교에서 장삼은 법의의 하나로 상의인 편삼(偏衫)과 하의인 군자(裙子)를 합해서 함께 만든 법복으로 중국에서는 직철(直裰)이라고 한다. 직철은 곧 승의에서 된 것으로 편삼이라고 하는데 승려의 단의(短衣)다. 상(裳)은 군자라고 하는데 이 두 가지를 연결시키면 직철이다. 직철은 위아래를 허리선에서 바느질하여 연결해서 직선형으로 만든 옷으로 송대 은사나 문인들이 입었고, 또한 사원에서 승려들이 입는 옷이였다.

## 기타
대한민국 밀양 표충사에 소장되어 있는 사명대사  장삼은 조선 중기의 현존하는 불교 복식이다.

## 같이 보기
- 가사